# Gualberto do Rosário
António Gualberto do Rosário (Mindelo, 12 ottobre 1950) è un politico capoverdiano.
È stato Primo ministro di Capo Verde dal luglio 2000 al febbraio 2001. Fino al 5 ottobre 2000 è stato Primo ministro ad interim.
Inoltre precedentemente ha ricoperto il ruolo di Ministro dell'agricoltura con Carlos Veiga alla guida del Governo.